# Орден Заслуг (Нигер)
Орден Заслуг (Ordre du mérite du Niger) – государственная награда Республики Нигер.

## История
Орден Заслуг был учреждён 24 июня 1963 года.

## Степени
Орден заслуг имеет пять классов:
- Кавалер Большого креста – знак ордена на чрезплечной ленте и звезда на левой стороне груди.
- Гранд-офицер – знак ордена на нагрудной ленте с розеткой и звезда на правой стороне груди.
- Командор – знак ордена на шейной ленте.
- Офицер – знак ордена на нагрудной ленте с розеткой.
- Кавалер – знак ордена на нагрудной ленте.

| Орденские планки |        |          |              |                         |
| Кавалер          | Офицер | Командор | Гранд-офицер | Кавалер Большого креста |

## Описание
Знак ордена – восьмиконечный с раздвоенными лучами крест. Лучи рифлёные. На крест наложен государственный гербовой щит в цветных эмалях: на зелёном фоне золотые изображения. Под щитом лента белой эмали, на которой золотыми буквами надпись: «MERITE DU NIGER». Знак при помощи переходного звена в виде сложенных венком двух кукурузных ветвей с раскрытыми початками крепится к орденской ленте.
Реверс знака гладкий.
Звезда ордена восьмиконечная, состоящая из заострённых двугранных лучиков, расположенных пирамидально. На звезду наложен знак ордена.
Лента ордена шёлковая муаровая цветов государственного флага: зелёная полоса по центру, оранжевая и белые полосы по краям.